# Filosofía moderna

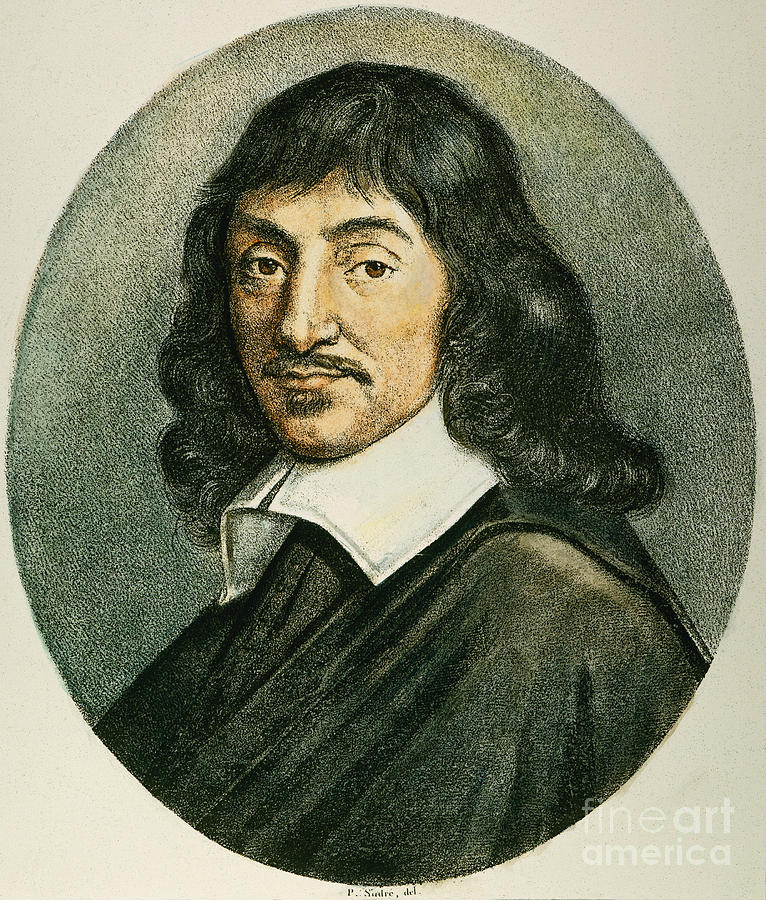
René Descartes, padre de la filosofía moderna.

La filosofía moderna es aquella filosofía desarrollada durante la Edad Moderna y asociada con la modernidad. No es una doctrina concreta o escuela (por lo que no debe ser confundida con movimientos específicos como el Modernismo), a pesar de que muchos autores de esta era comparten ciertos supuestos comunes, lo cual ayuda para distinguirla de filosofía anterior y posterior.
Los siglos XVII y principios del XX marcan aproximadamente el principio y el final de la filosofía moderna. Cuánto del Renacimiento debe incluirse es una cuestión de disputa; del mismo modo, la modernidad puede o no haber terminado en el siglo XX y haber sido reemplazada por la postmodernidad. La forma en que uno decida estas cuestiones determinará el alcance de su uso del término "filosofía moderna".

## Filosofía moderna occidental
El siglo XVII marca el inicio de la filosofía moderna, mientras que el comienzo del  siglo XX marca aproximadamente su fin. Cuánta parte del Renacimiento debería ser incluido como parte de la filosofía moderna es un asunto controvertido: el Renacimiento Temprano es a menudo considerado menos moderno y más medieval comparado al Alto Renacimiento más tardío. También se debate si la modernidad ha acabado o no en el siglo XX y si ha sido reemplazada por la posmodernidad. Cómo uno decide estas cuestiones determina el alcance del uso del concepto de «filosofía moderna». Otro de estos usos es datar la filosofía moderna desde la «Era de la Razón», donde la filosofía sistemática se hizo común, lo cual excluye a Erasmo de Róterdam y a Nicolás Maquiavelo como «filósofos modernos». Otra forma es fecharla, de la misma forma que la mayoría del período moderno está fechado, desde el Renacimiento. Para algunos, la filosofía moderna terminó en 1800 con el surgimiento del hegelianismo y del idealismo. Una visión general tendría entonces a Erasmo de Róterdam, Francis Bacon, Nicolás Maquiavelo y Galileo Galilei como representantes del auge del empirismo y del humanismo.
Durante los siglos XVII y XVIII, las figuras importantes en filosofía de mente, epistemología y metafísica se podían dividir aproximadamente en dos grupos principales. El racionalismo, dominante en Francia y Alemania, que argumentaba que todo conocimiento tiene que empezar de ideas innatas en la mente. Racionalistas importantes fueron René Descartes, Baruch Spinoza, Gottfried Leibniz, y Nicolás Malebranche. El empirismo, por otro lado, defendió que el conocimiento siempre empieza por la experiencia sensorial que recibimos a través de los sentidos. Figuras importantes de esta línea de pensamiento fueron David Hume, John Locke y George Berkeley. La ética y la filosofía política generalmente no se subsume dentro de estas categorías, aunque todos estos filósofos trabajaron en la ética en sus estilos distintivos propios. Otras figuras importantes en filosofía política son Thomas Hobbes, Voltaire, Montesquieu y Jean-Jacques Rousseau.
A fines del siglo XVIII, Immanuel Kant estableció un sistema filosófico innovador que pretendía reconciliar el racionalismo y el empirismo. Tuviera o no razón, la disputa filosófica continuó. Kant influyó fuertemente en las obras filosóficas alemanas a principios del siglo XIX, comenzando así la tradición del idealismo alemán. El tema característico del idealismo fue que el mundo y la mente deben entenderse de acuerdo a las mismas categorías. El idealismo alemán culminó con el trabajo de Georg Wilhelm Friedrich Hegel, quien, entre muchas otras cosas, dijo que «lo real es racional; lo racional es real».
El siglo XIX se caracterizó por ser en gran parte una reacción a la filosofía de Immanuel Kant, y en el último tercio a la publicación de El origen de las especies. Comenzó con el desarrollo del idealismo alemán (principalmente Fichte, Schelling y Hegel), pero siguió con una cantidad de otros movimientos, la mayoría de los cuales fueron creados por filósofos trabajando desde fuera del mundo académico. En Alemania, los excesos metafísicos del idealismo dieron lugar a un movimiento neokantista. Arthur Schopenhauer llevó el idealismo a la conclusión de que el mundo no era más que un inútil juego de imágenes y deseos, y defendió el ateísmo y el pesimismo. Nietzsche, en cambio, consideró que esto no llevaba al pesimismo, sino a la posibilidad de un nuevo tipo de libertad, proclamó la muerte de Dios y junto con Kierkegaard sentaron las bases para la filosofía existencialista. Auguste Comte acuñó el término «positivismo» y popularizó la escuela del mismo nombre. En la ética, Jeremy Bentham y John Stuart Mill elaboraron el utilitarismo, según el cual la acción correcta es aquella que produce la mayor cantidad de felicidad general. Karl Marx y Friedrich Engels invirtieron la filosofía hegeliana para sentar las bases del materialismo dialéctico. En los Estados Unidos, Charles Sanders Peirce, William James y John Dewey dieron origen a la escuela pragmatista. Por el final del siglo, Edmund Husserl inició la escuela de la fenomenología trascendental. En el último tercio del siglo, Gottlob Frege empezó con su trabajo en lógica matemática, que habría de proveer las herramientas para la filosofía analítica, pero que permanecería desconocido hasta el siglo XX. La filosofía británica del siglo XIX fue poco a poco dominada por el pensamiento neohegeliano y como reacción contra esto, figuras como Bertrand Russell y George Edward Moore crearon el movimiento de la filosofía analítica, que es esencialmente una actualización del empirismo tradicional acomodando la invención de la lógica moderna por el matemático alemán Gottlob Frege.

## Contexto

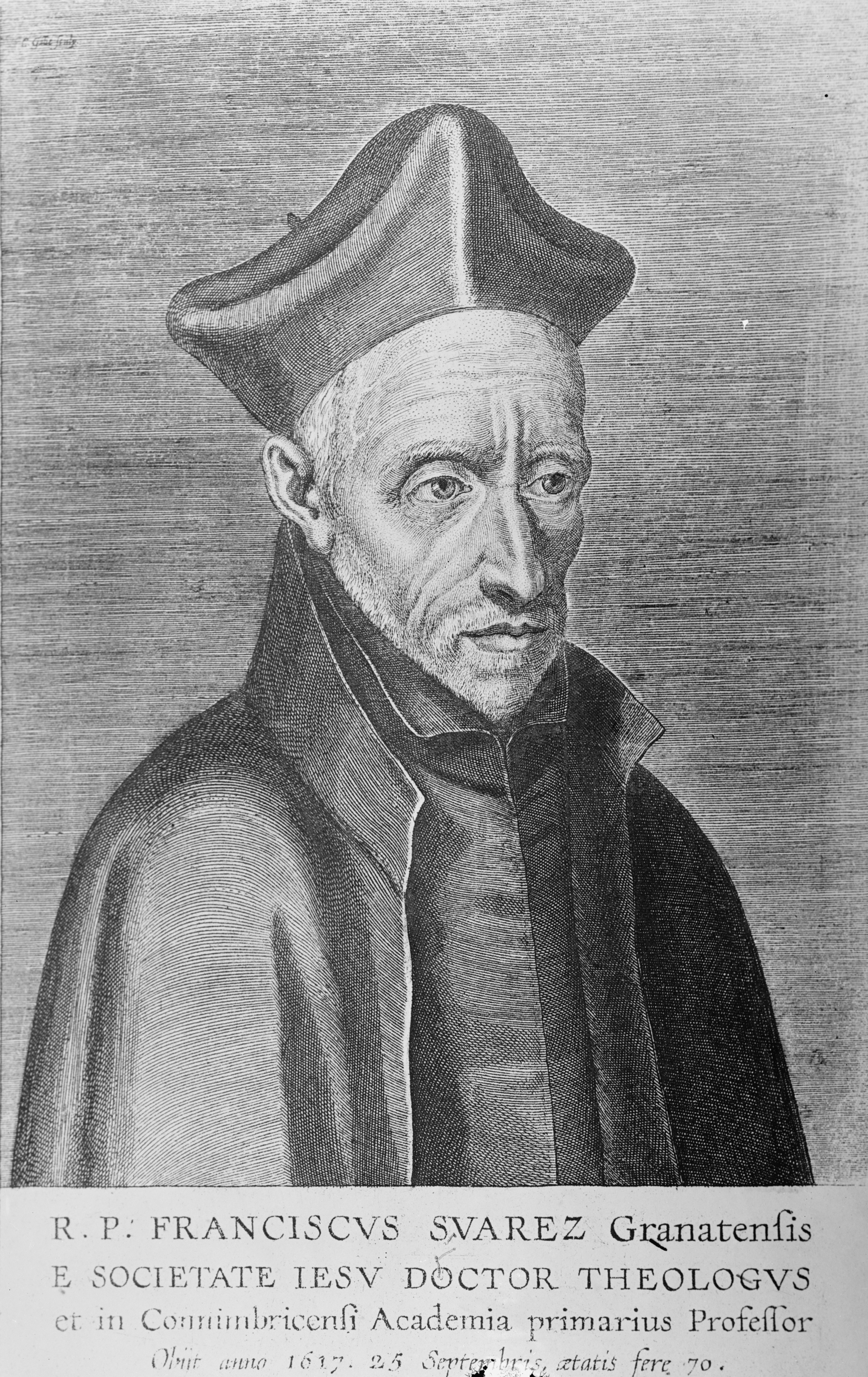
Francisco Suárez, figura puente entre la filosofía escolástica y la filosofía moderna.

### Filosofía renacentista
La filosofía renacentista, o filosofía del Renacimiento, es la filosofía que se desarrolló principalmente entre los siglos XV y XVI, comenzando en Italia y avanzando hacia el resto de Europa.
En el Renacimiento, la filosofía todavía era un campo muy amplio que abarcaba los estudios que hoy se asignan a varias ciencias distintas, así como a la teología. Teniendo eso en cuenta, los tres campos de la filosofía que más atención y desarrollo recibieron fueron la filosofía política, el humanismo y la filosofía natural.
En la filosofía política, las rivalidades entre los estados nacionales, sus crisis internas y el comienzo de la colonización europea de América renovaron el interés por problemas acerca de la naturaleza y moralidad del poder político, la unidad nacional, la seguridad interna, el poder del Estado y la justicia internacional. En este campo destacaron los trabajos de Nicolás Maquiavelo, Jean Bodin y Francisco de Vitoria.
El humanismo fue un movimiento que enfatizó el valor y la importancia de los seres humanos en el universo, en contraste con la filosofía medieval, que siempre puso a Dios y al cristianismo en el centro. Este movimiento fue, en primer lugar, un movimiento moral y literario, protagonizado por figuras como Erasmo de Róterdam, Santo Tomás Moro, Bartolomé de las Casas y Michel de Montaigne.
La filosofía de la naturaleza del Renacimiento quebró con la concepción medieval de la naturaleza en términos de fines y ordenamiento divino, y comenzó a pensar en términos de fuerzas, causas físicas y mecanismos. Hubo además un retorno parcial a la autoridad de Platón por sobre Aristóteles, tanto en su filosofía moral, en su estilo literario como en la relevancia dada a la matemática para el estudio de la naturaleza. Nicolás Copérnico, Giordano Bruno, Johannes Kepler, Leonardo da Vinci y Galileo Galilei fueron precursores y protagonistas en esta revolución científica, y Francis Bacon proveyó un fundamento teórico para justificar el método empírico que habría de caracterizar a la revolución. Por otra parte, en la medicina, el trabajo de Andreas Vesalius en anatomía humana revitalizó la disciplina y brindó más apoyo al método empírico. La filosofía de la naturaleza renacentista tal vez se explica mejor por dos proposiciones escritas por Leonardo da Vinci en sus cuadernos:
- Todo nuestro conocimiento tiene sus orígenes en nuestras percepciones.
- No hay certeza en la que no se puedan usar ninguna de las ciencias matemáticas ni ninguna de las ciencias derivadas de las ciencias matemáticas.

De manera similar, Galileo basó su método científico en experimentos, pero también desarrolló métodos matemáticos para su aplicación a problemas de física, un ejemplo temprano de física matemática. Estas dos formas de concebir el conocimiento humano formaron el fondo para el inicio del empirismo y el racionalismo, respectivamente.

### Ilustración
La Ilustración fue un movimiento cultural e intelectual europeo que tuvo lugar desde mediados del siglo XVIII hasta principios del siglo XIX, especialmente en Inglaterra, Francia y Alemania. Inspiró profundos cambios culturales y sociales; la Revolución francesa y el racionalismo ilustrado fueron algunos de sus efectos más drásticos. El siglo XVIII es conocido, por estos motivos, como el Siglo de las Luces y del asentamiento de la fe en el progreso. Las ideas desarrolladas durante esta época estuvieron enfocadas en conceptos como la búsqueda de la felicidad, la soberanía de la razón, y la evidencia de los sentidos como fuentes primarias del aprendizaje. Entre las ideas que tuvieron su origen o mayor auge durante la Ilustración se incluyen ideales políticos como la ley natural, la libertad, la igualdad, el progreso, la tolerancia, la fraternidad, el gobierno constitucional y la separación Iglesia-Estado.Existió también una Ilustración española e hispanoamericana, la de la Escuela Universalista Española del siglo XVIII, aunque más científica y humanística que política.
La Ilustración fue precedida y se solapa con la Revolución científica y la obra de Johannes Kepler, Galileo Galilei, Francis Bacon, Pierre Gassendi e Isaac Newton, entre otros, así como con la filosofía racionalista de Descartes, Hobbes, Spinoza, Leibniz y John Locke. Algunos sitúan el inicio de la Ilustración en la publicación del Discurso del método de René Descartes en 1637, con su método de dudar sistemáticamente de todo a menos que haya una razón bien fundada para aceptarlo, y que incluye su famosa sentencia, Cogito, ergo sum («Pienso, luego existo»). Otros citan la publicación de los Principia Mathematica (1687) de Isaac Newton como la culminación de la Revolución científica y el comienzo de la Ilustración. Los historiadores europeos, especialmente los franceses, tradicionalmente databan su comienzo con la muerte de Luis XIV de Francia en 1715 y su final con el estallido de la Revolución francesa en 1789. En la actualidad, muchos historiadores sitúan el final de la Ilustración a principios del siglo XIX, siendo el año más tardío propuesto el de la muerte de Immanuel Kant en 1804. En realidad, los periodos históricos no tienen fechas de inicio o final claramente definidas.
Los pensadores de la Ilustración sostenían que el conocimiento humano podía combatir la ignorancia, la superstición y la tiranía para construir un mundo mejor. La Ilustración tuvo una gran influencia en aspectos científicos, económicos, políticos y sociales de la época. Este tipo de pensamiento se expandió en la población y se expandió por los hombres de letras, pensadores y escritores que creaban nuevas formas de entender la realidad y la vida actual. Se expandió también a través de nuevos medios de publicación y difusión, así como en libros, periódicos, reuniones, o en cafés en las grandes ciudades continentales y británicas, en las que participaban intelectuales y políticos a fin de discutir y debatir acerca de la ciencia, política, economía, sociología, leyes, filosofía y literatura. La Ilustración fue marcada por su enfoque en el método científico y en el reduccionismo, el dividir problemas y sistemas en sus componentes al momento de encontrar una solución y/o entender mejor cómo funciona el sistema o problema.
Los filósofos y científicos de la época difundieron ampliamente sus ideas a través de reuniones en academias científicas, logias masónicas, salones literarios, cafés y en libros impresos, revistas y panfletos. En Francia, financiados en su mayor parte por la Ferme générale (como fue el caso de Helvétius) o por la especulación (como el comercio triangular y el relacionado comercio de esclavos), estos intelectuales, que se reunían en salones (como el del barón de Holbach), en logias (como la de Neuf Sœurs) y en torno al proyecto de traducir la Cyclopaedia de Ephraim Chambers, lo que les llevó a ser llamados los Enciclopedistas, publicaron un gran número de ensayos, gacetas, panfletos, novelas y obras de teatro. Mantuvieron correspondencia con las cortes protestantes de Europa para formar la República de las letras. Las ideas de la Ilustración socavaban la autoridad de la monarquía y del clero y allanaron el camino para las revoluciones políticas de los siglos XVIII y XIX. Diversos movimientos del siglo XIX, como el liberalismo, el socialismo y el neoclasicismo, remontan su herencia intelectual a la Ilustración.
Las doctrinas centrales de la Ilustración eran la libertad individual, el gobierno representativo, el imperio de la ley y la libertad de culto, en contraste con la monarquía absoluta o los Estados unipartidistas y la persecución religiosa de confesiones distintas de las establecidas formalmente y a menudo controladas directamente por el Estado. En cambio, otras corrientes intelectuales incluían argumentos a favor del anticristianismo, el deísmo e incluso el ateísmo, acompañados de demandas a favor de estados laicos, prohibiciones de la educación religiosa, supresión de monasterios, supresión de los jesuitas y la expulsión de órdenes religiosas. La crítica contemporánea, en particular de tales conceptos antirreligiosos, ha sido bautizada desde entonces por Isaiah Berlin como la Contrailustración.

## Corrientes

### Racionalismo
El racionalismo es una corriente filosófica que enfatiza el papel de la razón en la adquisición del conocimiento. Contrasta con el empirismo, que enfatiza el papel de la experiencia y la evidencia, sobre todo el sentido de la percepción.
El racionalismo se desarrolló en Europa continental durante los siglos XVII y XVIII. Tradicionalmente, se considera que comienza con René Descartes y su expresión «pienso, luego existo». Descartes decía que la geometría representaba el ideal de todas las ciencias y también de la filosofía. Descartes aseguraba que solo por medio de la razón se podían descubrir ciertas verdades universales, contrario en su totalidad a la idea que manejaba el movimiento empirista. A partir de aquellas verdades es posible deducir el resto de contenidos de la filosofía y de las ciencias. Manifestaba que estas verdades evidentes en sí eran innatas, no derivadas de la experiencia. Este tipo de racionalismo fue desarrollado por otros filósofos europeos, como el neerlandés Baruch Spinoza y el pensador y matemático alemán Gottfried Wilhelm Leibniz. Se opusieron a ella los empiristas británicos, como John Locke y David Hume, que creían que todas las ideas procedían de los sentidos.
El racionalismo sostiene que la fuente de conocimiento es la razón dada por Dios y rechaza la idea de los sentidos, ya que nos pueden engañar; defiende las ciencias exactas, en concreto las matemáticas. Descartes quería volver a la filosofía en un conocimiento científico, por lo tanto, darle un método científico, por lo que se basó en las matemáticas, que se consideraban como una ciencia segura, por ello se dio a la tarea de describir el principio de la matematización, en su libro Discurso del método, para realizar una investigación filosófica. El método consiste de cuatro reglas:
1. Evidencia: solo es verdadero todo aquello que no emite ninguna duda al pensamiento.
2. Análisis: reducir lo complejo a partes más simples para entenderlo correctamente.
3. Deducción: permitir a la operación racional deductiva el peso de la investigación, para encontrar las verdades complejas a partir de la deducción de las simples.
4. Comprobación: Comprobar si lo descubierto a partir de la razón fue conseguido a través de estas reglas antes mencionadas.

El racionalismo ha sido aplicado a otros campos de la investigación filosófica. El racionalismo en ética es la afirmación de que ciertas ideas morales primarias son innatas en la especie humana y que tales principios morales son evidentes en sí a la facultad racional. El racionalismo en la filosofía de la religión afirma que los principios fundamentales de la religión son innatos o evidentes en sí y que la revelación no es necesaria, como en el deísmo. Desde finales del siglo XIX, el racionalismo ha jugado un papel antirreligioso en la teología.
El término racionalismo tiene un significado muy amplio: en general, llamamos racionalista a toda posición filosófica que prima el uso de la razón frente a otras instancias como la fe, la autoridad, lo irracional, la experiencia empírica, etc. Es racionalista todo aquel que cree que el fundamento, el principio supremo, es la razón. Junto con ello, cabe ser racionalista en relación con un género de cuestiones y no serlo en relación con otro. El término racionalismo se usa comúnmente en la historia de la filosofía para designar una cierta forma de fundamentar el conocimiento: cabe pensar que el conocimiento descansa en la razón, valora más la razón que los sentidos, podemos llamar racionalistas a Parménides, Platón y Descartes; y podemos decir que Aristóteles, Santo Tomás y, por supuesto, Hume, tienden al empirismo, dado el valor que dieron a la experiencia sensible o percepción.

#### Autores del racionalismo
- Descartes (1596-1650): tiene influjos de la escolástica. Quiere armonizar los datos de las ciencias y la metafísica. Por tanto, se preocupa principalmente del método duda metódica. La filosofía toma los contornos de una matemática rígida: todo lo que se acepta debe ser revisado con el criterio de la idea clara y distinta Influido por su método riguroso y su critica racional, es un racionalista. Su perspectiva del yo consciente es seguida fielmente. También se sigue el camino de un sistema de explicación universal. Afirma el dualismo unión accidental del alma y del cuerpo.
- Malebranche (1638-1715) : respecto a la ontología es tributario de Descartes. Famoso por su ontologismo (conocimiento directo de Dios) y por su ocasionalismo: negación de la causalidad eficiente a las causas segundas у reducción de todo a Dios, verdadera causa.
- Baruch (Benedictus) Spinoza ( 1632-1677) : tuvo influjos del estoicismo, del cartesianismo y, naturalmente, de su religión judía Quiere elaborar un sistema completo que debería contribuir para la perfecta felicidad. Es un racionalista, un panteísta. Por su idealismo estima que el orden natural es réplica del orden ideal.
- Gottferd Wilhelm Leibniz (1646-1716) : estudió la escolástica y el cartesianismo del cual obtiene numerosas ideas, pero se propone hacer una síntesis no mecanicista sino dinamista, basada en la actividad. Admite con Spinoza que la sustancia es un todo completo que abarca todo lo real La monada es un microcosmos, virtualmente infinita. El método que emplea es el deductivo-
- Wolf Christian (1679-1754): sigue la línea del racionalismo cartesiano. Tuvo un gran influjo en el siglo XVIII, especialmente en cuanto a su criterio de división de las ciencias.

### Empirismo
El empirismo es una corriente filosófica que enfatiza el papel de la experiencia y la evidencia, especialmente la percepción sensorial, en la formación de ideas y adquisición de conocimiento, sobre la noción de ideas innatas o tradición. Para el empirismo más extremo, la experiencia es la base de todo conocimiento, no solo en cuanto a su origen sino también en cuanto a su contenido. Se parte del mundo sensible para formar los conceptos y estos encuentran en lo sensible su justificación y su limitación.

### Idealismo
El idealismo es la familia de teorías filosóficas que afirman la primacía de las ideas o incluso su existencia independiente. Afirman que la realidad, o la realidad que podemos conocer, es fundamentalmente un constructo de la mente o inmaterial. El idealismo supone que los objetos no pueden tener existencia sin que haya una mente que esté consciente de ellos. Para poder conocer las cosas, se debe tomar en cuenta la consciencia, las ideas, el sujeto y el pensamiento.
El materialismo rechaza el idealismo. El idealismo no es precisamente antagónico al realismo pues hay filosofías idealistas (idealismo objetivo) que postulan una existencia de objetos abstractos independientes del observador.
El filósofo George Berkeley dijo que la esencia de un objeto es ser percibido. Por el contrario, Immanuel Kant dijo que el idealismo "no se refiere a la existencia de las cosas", sino que "nuestros modos de representación" de las cosas como el espacio y el tiempo no son "determinaciones que pertenecen a las cosas en sí mismas", sino que son rasgos esenciales de la mente humana. En la filosofía del "idealismo trascendental" Kant propone que los objetos de la experiencia se basan en su existencia en la mente humana que percibe los objetos, y que la naturaleza de la cosa-en-sí es externa a la experiencia humana, y no puede concebirse sin la aplicación de categorías, que dan estructura a la experiencia humana de la realidad.
Epistemológicamente, el idealismo se manifiesta como un escepticismo sobre la posibilidad de saber cualquier cosa independiente de nuestra mente. En un sentido sociológico, el idealismo enfatiza cómo las ideas humanas, especialmente las creencias y los valores, dan forma a la sociedad. Como doctrina ontológica, el idealismo va más allá, afirmando que todas las entidades están compuestas de mente o de espíritu. El idealismo rechaza así las teorías fisicalistas y dualistas, que no atribuyen prioridad a la mente. Una versión extrema de este idealismo puede existir en la noción filosófica del solipsismo.
En 1781, Immanuel Kant publicó su famosa Crítica de la razón pura, rechazando ambas posturas y proponiendo una alternativa. Según Kant, si bien todo nuestro conocimiento empieza con la experiencia, no todo se origina de ella, pues existen ciertas estructuras del sujeto que anteceden a toda experiencia, en tanto son las condiciones que la hacen posible. La filosofía del siglo XIX se caracterizó en gran parte por ser una reacción a su filosofía, comenzando con el desarrollo del idealismo alemán.

### Materialismo
(Galileo Galilei, Francis Bacon, Thomas Hobbes, Pierre Gassendi, John Locke, Baruch Spinoza).
Con el surgimiento de las relaciones capitalistas de producción, se fomenta la producción, se despliega la industria y el comercio, lo cual requiere el conocimiento concreto de las leyes del mundo circundante y aparece la necesidad de estudiar e indagar la naturaleza.
Esto le da un impulso a la filosofía la cual se proclama como ciencia llamada a averiguar las verdades que ayudan en la vida práctica y orientan la creación de valores materiales, se declaran falsos los postulados de la filosofía medieval y a su método por la inducción a errores y se ofrecen nuevos medios de investigación y métodos para conocer la verdad.
Uno de los principales filósofos de esta corriente fue Francis Bacon (1561-1626), quien criticó duramente la filosofía idealista, empezando por la Antigüedad y llegando hasta el Medievo, por haberse convertido en sirviente de la teología y haber llegado a fundamentar sus tesis con dogmas religiosos, por su carácter especulativo, la vacuidad y la inconsistencia de sus postulados.
Bacon consideraba la experiencia como fundamento del proceso de conocimiento si se libraba al hombre y a su conciencia de todo tipo de prejuicios.
Defendía el mundo material infinito y eterno siendo una de sus propiedades fundamentales el movimiento, que Bacon reducía a unas cuantas formas.
Al método de Bacon le son inherentes asimismo la metafísica y el mecanicismo, pues entendía que los objetos eran una combinación mecánica de ciertas cualidades permanentes y que podían ser entendidos mediante la unificación mecánica de los datos sobre sus diversos aspectos.
Pese a sus insuficiencias, la doctrina de Bacon fue un considerable paso adelante en el desarrollo del pensamiento filosófico y marcó la aparición de una nueva forma de materialismo filosófico, el materialismo metafísico.
La doctrina materialista continuó desarrollándose por filósofos como Thomas Hobbes (1588-1679), quien entendía que la naturaleza representa una totalidad de cuerpos que poseen dos propiedades principales: extensión y figura, y reducía la variedad de movimiento al movimiento mecánico, entendiendo como movimiento la traslación de los cuerpos en el espacio.
Estableció como único método científico del saber el matemático, sostenido en las operaciones de sumar y restar.

### Nihilismo
En filosofía, nihilismo (del latín nihil: "nada") es cualquier punto de vista, o una familia de puntos de vista, que rechaza aspectos generalmente aceptados o fundamentales de la existencia humana, a saber conocimiento, moral, o sentido.  Ha habido diferentes posturas nihilistas, entre ellas que los valores humanos carecen de fundamento, que la vida carece de sentido, que el conocimiento es imposible, o que algunos otros conceptos muy apreciados carecen de hecho de sentido o no tienen sentido. El término fue popularizado por Iván Turguéniev y más concretamente por su personaje Bazárov en la novela Padres e hijos; «Nihilista es la persona que no se inclina ante ninguna autoridad, que no acepta ningún principio como artículo de fe» y se extendió de manera extraordinaria en la sociedad rusa de la segunda mitad del siglo XIX con distinto significado: para los conservadores era ofensivo, para los revolucionarios demócratas era una señal de identidad.
Los estudiosos del nihilismo pueden considerarlo simplemente como una etiqueta que se ha aplicado a varias filosofías distintas, o como un concepto histórico distinto que surge del nominalismo, el escepticismo y el pesimismo filosófico, así como posiblemente del propio cristianismo.  La comprensión contemporánea de la idea se deriva en gran medida de la crisis nietzscheana 'crisis del nihilismo', de la que se derivan los dos conceptos centrales: la destrucción de los valores superiores y la oposición a la afirmación de la vida.  Definiciones de filósofos como Crosby (1998) y Deleuze (1962) se centran en críticas extremas del nihilismo como las afirmadas por Nietzsche.  Las formas anteriores de nihilismo, sin embargo, pueden ser más selectivas a la hora de negar hegemonías específicas del pensamiento social, moral, político y estético. El término se utiliza a veces en asociación con anomia para explicar el estado de ánimo general de desesperación ante la percepción de la inutilidad de la existencia o la arbitrariedad de los principios humanos y las instituciones sociales. El nihilismo también se ha descrito como conspicuo o constitutivo de ciertos periodos históricos. Por ejemplo, Jean Baudrillard y otros han caracterizado la posmodernidad como una época nihilista  o modo de pensamiento. Asimismo, algunos teólogos y figuras religiosas han afirmado que la posmodernidad y muchos aspectos de la modernidad  representan el nihilismo por la negación de los principios religiosos. Sin embargo, el nihilismo ha sido ampliamente atribuido tanto a puntos de vista religiosos como irreligiosos.
En el uso popular, el término se refiere comúnmente a formas de nihilismo existencial, según el cual la vida carece de valor intrínseco, significado, o propósito. Otras posturas destacadas dentro del nihilismo incluyen el rechazo de todos los puntos de vista normativos y éticos (Nihilismo moral), el rechazo de todas las instituciones sociales y políticas (Nihilismo político), la postura de que ningún conocimiento puede existir o existe (Nihilismo epistemológico), y una serie de posiciones metafísicas, que afirman que objetos no abstractos no existen (Nihilismo metafísico), que objetos compuestos no existen (Nihilismo mereológico), o incluso que la vida misma no existe.

### Existencialismo
El existencialismo es una corriente filosófica y, posteriormente, una vanguardia literaria orientada alrededor de la propia existencia humana a través del análisis de la condición humana, la libertad, la responsabilidad individual, las emociones, así como el significado de la vida. Sostiene que la existencia precede a la esencia y que la realidad es anterior al pensamiento y la voluntad a la inteligencia. Plantea que el punto de partida del pensamiento filosófico debe ser el individuo y las experiencias subjetivas fenomenológicas, así como la angustia existencial que genera la aparente absurdidad del mundo. Sobre esta base, los existencialistas sostienen que la combinación del pensamiento moral y el pensamiento científico son insuficientes para entender la existencia humana, por lo tanto es necesario un conjunto adicional de categorías, gobernadas por la norma de autenticidad. Una virtud primordial en el pensamiento existencialista es la autenticidad. El existencialismo influiría en muchas disciplinas fuera de la filosofía, incluyendo la teología, el teatro, el arte, la literatura y la psicología. Kierkegaard (fundador de esta corriente) y Nietzsche sentaron las bases de la filosofía existencialista.
No se trata de una escuela filosófica homogénea o unificada ni tampoco una sistematizada y sus seguidores se caracterizan principalmente por sus reacciones contra la filosofía tradicional. Se consideran tres tipos de «escuelas» filosóficas existencialistas: 
- Existencialismo cristiano: Blaise Pascal y Fiódor Dostoyevski como «precursores» y Søren Kierkegaard, León Chestov y Gabriel Marcel ya como «existencialistas».
- Existencialismo agnóstico: Karl Jaspers y Albert Camus.
- Existencialismo ateo: Friedrich Nietzsche, Martín Heidegger, Jean-Paul Sartre y Simone de Beauvoir.

En la literatura destacan el escritor realista Dostoyevski (considerado un precursor del movimiento), Hermann Hesse, Franz Kafka, Rainer Maria Rilke, Dino Buzzati, Thomas Mann, Cèline, Stanisław Lem, Albert Camus, la literatura del absurdo y Emil Cioran. En la literatura en lengua castellana destacaron Miguel de Unamuno (adherido al existencialismo cristiano), Juan Carlos Onetti y Ernesto Sabato con su novela El túnel, que fue admirada por Mann y Camus.

### Pragmatismo
El pragmatismo es una corriente filosófica centrada en la vinculación de la práctica y la teoría. Describe un proceso en el que la teoría se extrae de la práctica y se aplica de nuevo a la práctica para formar lo que se denomina práctica inteligente. Posiciones importantes características del pragmatismo incluyen el instrumentalismo, el empirismo radical, el verificacionismo, la relatividad conceptual y el falibilismo. Existe un consenso general entre los pragmatistas de que la filosofía debe tener en cuenta los métodos y los conocimientos de la ciencia moderna.
La piedra angular del pragmatismo es la redención de la idea de verdad (y otras nociones como el bien y la belleza) en la filosofía post-kantiana. Aunque según los pragmatistas el conocimiento objetivo podría ser imposible, se puede redefinir la verdad como aquello que funciona desde nuestra limitada forma de experimentar la realidad.
El pragmatismo fue creado en los Estados Unidos a finales del siglo XIX. Charles Sanders Peirce (y su máxima pragmática) merece la mayor parte del crédito por el pragmatismo, junto con William James y John Dewey, contribuidores de finales del siglo XIX.

### Liberalismo
El liberalismo es una doctrina política, social y económica. En el ámbito de lo social defiende la libertad individual, la igualdad ante la ley y la limitación de los poderes del Estado. En lo económico propugna la iniciativa privada y el libre mercado. Como actitud vital propone la tolerancia.
Representa corrientes muy heterogéneas, con muchas formas y tipos de liberalismo, pero en general defiende el Estado laico; los derechos individuales —como el derecho de propiedad, la libertad de asociación, la libertad de culto y la libertad de expresión—; el libre mercado o capitalismo; la igualdad ante la ley de todo individuo sin distinción de sexo, orientación sexual, raza, etnia, origen o condición social; y el Estado de derecho o imperio de la ley al que deben someterse los gobernantes.
El liberalismo contemporáneo surgió en la Ilustración y se popularizó rápidamente entre muchos filósofos y economistas europeos y más tarde en la sociedad en general, especialmente entre la burguesía. Los liberales buscaban eliminar la monarquía absoluta, los títulos nobiliarios, la confesionalidad del Estado y el derecho divino de los reyes. Por otra parte, pretendía fundar un nuevo sistema político basado en la democracia representativa y el Estado de derecho. 
Surge como contrario al conservadurismo. En este contexto histórico, el liberalismo se referiría a aquellos que abogaban por cambios significativos en el orden político y social establecido. Ideas como la expansión de los derechos y libertades individuales, la igualdad ante la ley y la participación más amplia en el proceso político, primaron en la sociedad. 
Es importante recordar que los términos y las ideologías políticas pueden evolucionar y cambiar significativamente a lo largo del tiempo. En ese periodo específico, el contrapunto al conservadurismo habría sido una forma de liberalismo que buscaba reformas sustanciales en el sistema político y social.  
Los liberales acabaron con las políticas mercantilistas y las barreras al comercio, promoviendo el comercio libre y la libertad de mercado. Los líderes de la Revolución francesa y la Revolución americana se sirvieron de la filosofía liberal para defender la rebelión contra la monarquía absoluta. En el siglo XX, el fascismo y el comunismo fueron ideologías populares que se oponían abiertamente al liberalismo y lo opacaron durante el siglo, también surgieron otras ideologías que se plantearon como una vía intermedia entre el liberalismo y el estatismo. 

### Marxismo

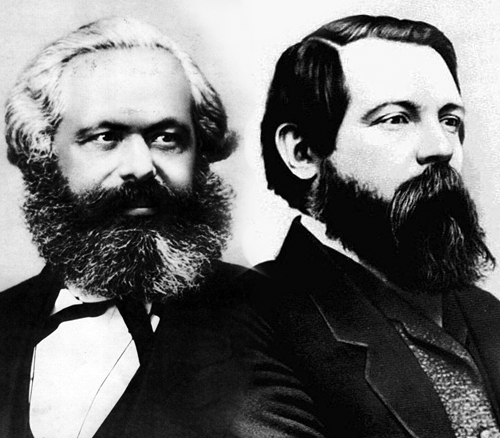
Karl Marx y Friedrich Engels, fundadores del marxismo y socialismo científico y materialismo histórico.

El marxismo es una perspectiva teórica y un método de análisis y síntesis socioeconómico de la realidad y la historia, que considera las relaciones de clase y el conflicto social utilizando una interpretación materialista del desarrollo histórico y adopta una visión dialéctica de la transformación social y análisis crítico del capitalismo, compuesto principalmente por el pensamiento desarrollado en la obra del filósofo, sociólogo, economista y periodista revolucionario alemán de origen judío, Karl Marx, quien contribuyó en la sociología, la economía, el derecho y la historia.
Este grupo de doctrinas filosóficas, sociales, económicas, políticas, etc. adquirió una forma más definida tras su muerte por una serie de pensadores que complementan y/o reinterpretan este modelo que van desde Friedrich Engels, compañero y coeditor de Marx, hasta otros pensadores como Gueorgui Plejánov, Vladimir Lenin, León Trotski, Rosa Luxemburgo, Antonio Gramsci, Georg Lukács o Mao Zedong.
Es correcto hablar de marxismo como una corriente del pensamiento asociada principalmente al conjunto de movimientos políticos y sociales que surgieron durante el siglo XX, entre los que destacaron la Revolución rusa, la Revolución china y la Revolución cubana.
El marxismo ha pretendido desarrollar una ciencia social unificada (historia, teoría sociológica, teoría económica, ciencia política y epistemología) para la comprensión de las sociedades divididas en clases y la fundamentación de una visión revolucionaria del cambio social que ha inspirado innumerables movimientos sociales y políticos en el mundo a través de la historia moderna. Presenta tres dimensiones identificables: una dimensión económico-sociológica, una dimensión política y una dimensión crítico-filosófica expresada la filosofía anterior en el idealismo de Hegel y en el materialismo de Feuerbach. El análisis marxista, denominado materialismo histórico, enfatiza en el carácter determinante de las condiciones materiales - relaciones sociales y lugares en la producción- en la vida de las personas y en la conciencia que tienen sobre sí mismas y sobre el mundo. Dicha base material es considerada, en esta perspectiva, determinante en última instancia de otros fenómenos sociales, tales como las relaciones sociales y políticas, el derecho, la ideología o la moral.
Se ha desarrollado en muchas ramas y escuelas de pensamiento diferentes, con el resultado de que ahora no existe una única teoría marxista definitiva. Diferentes escuelas marxistas ponen un mayor énfasis en ciertos aspectos del marxismo clásico mientras rechazan o modifican otros aspectos. Muchas escuelas de pensamiento han tratado de combinar conceptos marxistas y conceptos no marxistas, lo que ha llevado a conclusiones contradictorias.
El materialismo histórico y el materialismo dialéctico sigue siendo el aspecto fundamental de todas las escuelas de pensamiento marxistas. Esta opinión no es aceptada por algunos postmarxistas como Ernesto Laclau y Chantal Mouffe, quienes afirman que la historia no solo está determinada por modos de producción sino también por conciencia y voluntad. Varias corrientes también se han desarrollado en el marxismo académico, a menudo bajo la influencia de otros puntos de vista: marxismo estructuralista, marxismo histórico, marxismo fenomenológico, marxismo analítico, marxismo humanista, marxismo occidental y marxismo hegeliano. El legado de Marx se ha disputado entre numerosas tendencias, las cuales incluyen el leninismo, el marxismo-leninismo, el trotskismo, el estalinismo, el maoísmo, el luxemburguismo y el marxismo libertario.

### Utilitarismo
El utilitarismo es una filosofía moral construida a fines del siglo XVIII por Jeremy Bentham, que establece que la mejor acción es la que produce la mayor felicidad y bienestar para el mayor número de individuos involucrados y maximiza la utilidad. Esta es la primera versión del "utilitarismo", no es la más generalizada actualmente.
Otro filósofo que desarrolló este concepto fue John Stuart Mill en su libro El utilitarismo en 1863. Parte de que todo ser humano actúa siempre —sea a nivel individual, colectivo, privado, público, como en la legislación política— según el principio de la mayor felicidad, en vistas al beneficio de la mayor cantidad de individuos.
Como base fundamental el utilitarismo es una teoría ética, que afirma que lo correcto y lo incorrecto se determinan mejor centrándose en los resultados de las acciones y las elecciones.
La "utilidad" se define de varias maneras, generalmente en términos del bienestar de los seres humanos. Bentham la describió como la suma de todo placer que resulta de una acción, menos el sufrimiento de cualquier persona involucrada en dicha acción. En la economía neoclásica, se llama utilidad a la satisfacción de preferencias, mientras que en la filosofía moral, es sinónimo de felicidad, sea cual sea el modo en el que esta se entienda. Esta doctrina ética a veces es resumida como "el máximo bienestar para el máximo número". 
Es una versión del consecuencialismo, al considerar que solo las consecuencias de una acción son un criterio a observar para definir moralmente si esta es buena o mala. A diferencia de otras formas de consecuencialismo, como el egoísmo, considera los intereses de todos los individuos por igual. Mill se otorga, en la evaluación moral de los actos, la misma importancia a sí mismo que a los otros. En este sentido, se remite explícitamente a la regla evangélica: "Trata a tu prójimo como a ti mismo". Este precepto sería una primera formulación de la máxima utilitarista bien comprendida.
No señala únicamente cómo proceder ante un dilema moral, sino también sobre qué problemas pensar, dado que los problemas que considera van más allá de las consecuencias a un futuro a corto plazo, atendiendo a los efectos de decisiones tomadas para personas que todavía no existen, ya que nuestras acciones tendrían un impacto potencial en estas.

### Positivismo
El positivismo o filosofía positiva es una teoría filosófica que se posiciona como una alternativa epistemológica tanto al empirismo como al racionalismo, sosteniendo que todo conocimiento genuino se limita a la interpretación de los hallazgos «positivos», es decir, reales, perceptibles sensorialmente y verificables. Según esta postura, todo conocimiento genuino es o bien positivo —a posteriori y derivado exclusivamente de la experiencia de los fenómenos y de sus propiedades y relaciones— o bien verdadero por definición, es decir, analítico y tautológico. Así, la información derivada de la experiencia sensorial, interpretada a través de la razón y la lógica, constituye la fuente exclusiva de todo conocimiento cierto. Los datos verificados (hechos positivos) recibidos de los sentidos son conocidos como evidencia empírica; así pues, el positivismo es la evolución lógica del empirismo.
Esta línea de pensamiento se encuentra ya en la antigüedad griega. Como un nuevo desarrollo del siglo XIX, se contrapuso a las visiones escolásticas tradicionalmente imperantes de una filosofía trascendental. Estas últimas perspectivas afirmaban, en cambio, que el conocimiento se genera por propiedades eternamente válidas —y, en últimas, creadas por Dios— de la mente o la razón. Esto podría demostrarse sobre la base de resultados positivos.
En el contexto de los inventos, descubrimientos y la expansión del conocimiento científico durante el Renacimiento, estos intentos tradicionales de explicación filosófico-religiosa se habían vuelto cuestionables desde hacía ya un buen tiempo. Esto probablemente condujo a la exigencia del positivismo respecto a que los hallazgos positivos fueran interpretados sin apelar a explicaciones teológicas o metafísicas, en contraste con la práctica habitual hasta entonces.
Posteriormente surgieron diferentes aproximaciones positivistas, asociadas, entre otros, a los siguientes filósofos: Henri de Saint-Simon (1760-1825) Auguste Comte (1798-1857), Hippolyte Taine (1828-1893), Jean-Marie Guyau (1854-1888), Jeremy Bentham (1748-1832), James Mill (1773-1836), John Stuart Mill (1806-1873), Charles Darwin (1809-1882), Herbert Spencer (1820-1903), Roberto Ardigò (1828-1920), Ludwig Feuerbach (1804-1872), Eugen Dühring (1833-1921), Friedrich Nietzsche (1844-1900), Ernst Mach (1838-1916), Ernst Laas (1837-1885), Richard Avenarius (1843-1896), Hans Vaihinger (1852-1933), Friedrich Jodl (1849-1914), o Theodor Ziehen (1862-1950).
El término positivismo se remonta a Auguste Comte (1798-1857). Él y sus sucesores elaboraron su planteamiento hasta convertirlo en un enfoque social-científico-humanista. El positivismo sociológico sostiene que la sociedad, al igual que el mundo físico, opera de acuerdo con leyes generales. Se rechaza el conocimiento introspectivo e intuitivo, así como la metafísica y la teología, en tanto las afirmaciones metafísicas y teológicas no pueden ser verificadas por la experiencia de los sentidos.

### Anarcocomunismo
El anarcocomunismo (también conocido como comunismo anarquista, comunismo libre, comunismo libertario y anarquismo comunista) es una teoría del anarquismo que aboga por la abolición del estado, el capitalismo, el trabajo asalariado y la propiedad privada (manteniendo el respeto por la propiedad personal) a favor de una propiedad común de los medios de producción, democracia directa y una red horizontal de asociaciones voluntarias con producción y consumo basados en el principio rector: «De cada cual según sus capacidades, a cada cual según sus necesidades».
Algunas formas de comunismo anarquista, como el anarquismo insurreccional, están fuertemente influenciadas por el egoísmo y el individualismo radical, creyendo que el anarcocomunismo es el mejor sistema social para la realización de la libertad individual. La mayoría de los anarcocomunistas ven el anarcocomunismo como una forma de reconciliar la oposición entre el individuo y la sociedad.

### Darwinismo social
El darwinismo social es el estudio y la implementación de diversas teorías y prácticas sociales que pretenden aplicar conceptos biológicos de selección natural y supervivencia del más apto a la sociología, la economía y la política, y que fueron definidos en gran medida por académicos de Europa occidental y América del Norte en la década de 1870. El darwinismo social postula que los fuertes ven aumentar su riqueza y poder, mientras que los débiles ven disminuir su riqueza y poder. Las distintas escuelas de pensamiento darwinista difieren en cuanto a qué grupos de personas son los fuertes y cuáles son los débiles, y también difieren en cuanto a los mecanismos precisos que premian la fuerza y castigan la debilidad. Muchos de estos puntos de vista hacen hincapié en la competencia entre individuos  en el capitalismo de libre mercado (laissez faire), mientras que otros hacen hincapié en la lucha entre grupos nacionales o raciales, como se puede observar en la eugenesia, el racismo, el imperialismo o el fascismo.  La ideología del darwinismo social inspiró a los autores de genocidios como el armenio y el holocausto. 
El darwinismo social perdió popularidad como concepto científico tras la Primera Guerra Mundial, y fue desacreditado en gran parte al finalizar la Segunda Guerra Mundial, en parte por su asociación con el nazismo y en parte por el creciente consenso científico de que carecía de fundamento. Las hipótesis posteriores que se clasificaron como darwinismo social fueron descritas generalmente como una crítica por sus oponentes; sus defensores no tienden a identificarse con esta etiqueta. Los creacionistas han mantenido con frecuencia que el darwinismo social ―que conduce a políticas diseñadas para premiar a los más competitivos― es una consecuencia lógica del darwinismo (la teoría de la selección natural en biología). Los biólogos y los historiadores han afirmado que se trata de una falacia naturalista, ya que la teoría de la selección natural solo pretende ser una descripción de un fenómeno biológico y no debe considerarse que este fenómeno sea bueno o que deba utilizarse como guía moral en la sociedad humana. Aunque la mayoría de los estudiosos reconocen algunos vínculos históricos entre la popularización de la teoría de Darwin y las formas de darwinismo social, también sostienen que el darwinismo social no es una consecuencia necesaria de los principios de la evolución biológica. 

### Fenomenología
La fenomenología (del griego antiguo φαινόμενoν, 'aparición', 'fenómeno', y λογος, 'estudio', 'tratado') es el estudio filosófico del mundo en tanto se manifiesta directamente en la conciencia; el estudio de las estructuras de la experiencia humana. Aunque es una empresa completamente empírica (en la tradición de Locke, Hume y Kant), se distingue de la ciencia por no intentar explicar los fenómenos en términos de objetos externos al sujeto (noúmeno), sino que se limita a describirlos y entenderlos en sus propios términos.
La fenomenología es un amplio movimiento filosófico fundado en los primeros años del siglo XX por Edmund Husserl y luego fue ampliado por un círculo de sus seguidores en las universidades de Gotinga y Múnich en Alemania. Esta filosofía se extendió luego a Francia, Estados Unidos y otros lugares, a menudo en contextos muy alejados de los primeros trabajos de Husserl.
Aunque la fenomenología no es un movimiento unitario, todos los fenomenólogos comparten la búsqueda de un conocimiento que apela exclusivamente a la experiencia evidente, carente de hipotetización y modelos conceptuales del mundo. Esto se ve reflejado en el lema de Franz Brentano «¡A las cosas mismas!», donde por «cosas» se entienden los objetos mentales.
Aunque el término «fenomenología» fue usado muchas veces en la Historia de la filosofía antes de Edmund Husserl (1859-1938), el uso moderno de la palabra está ligado explícitamente al método y proyecto filosófico que este denominó fenomenología trascendental. El uso posterior del término está basado principalmente en la fenomenología de Husserl o relacionado críticamente con ella. 
La fenomenología se contrapone al fenomenalismo, que reduce los estados mentales y los objetos físicos a complejos de sensaciones, y al psicologismo, que trata las verdades lógicas o los principios epistemológicos como productos de la psicología humana.. En particular, la fenomenología trascendental, tal como fue esbozada por Edmund Husserl, pretende llegar a una comprensión objetiva del mundo a través del descubrimiento de estructuras lógicas universales en la experiencia subjetiva humana.
Existen importantes diferencias en la forma en que las distintas ramas de la fenomenología abordan la subjetividad. Por ejemplo, según Martin Heidegger, las verdades están situadas contextualmente y dependen del contexto histórico, cultural y social en el que emergen. Otros tipos incluyen la fenomenología hermenéutica, genética y encarnada. Todas estas diferentes ramas de la fenomenología pueden ser vistas como representantes de diferentes filosofías a pesar de compartir el enfoque fundacional común de la investigación fenomenológica; es decir, investigar las cosas tal y como aparecen, independientemente de cualquier marco teórico particular.

## Ramas

### Metafísica

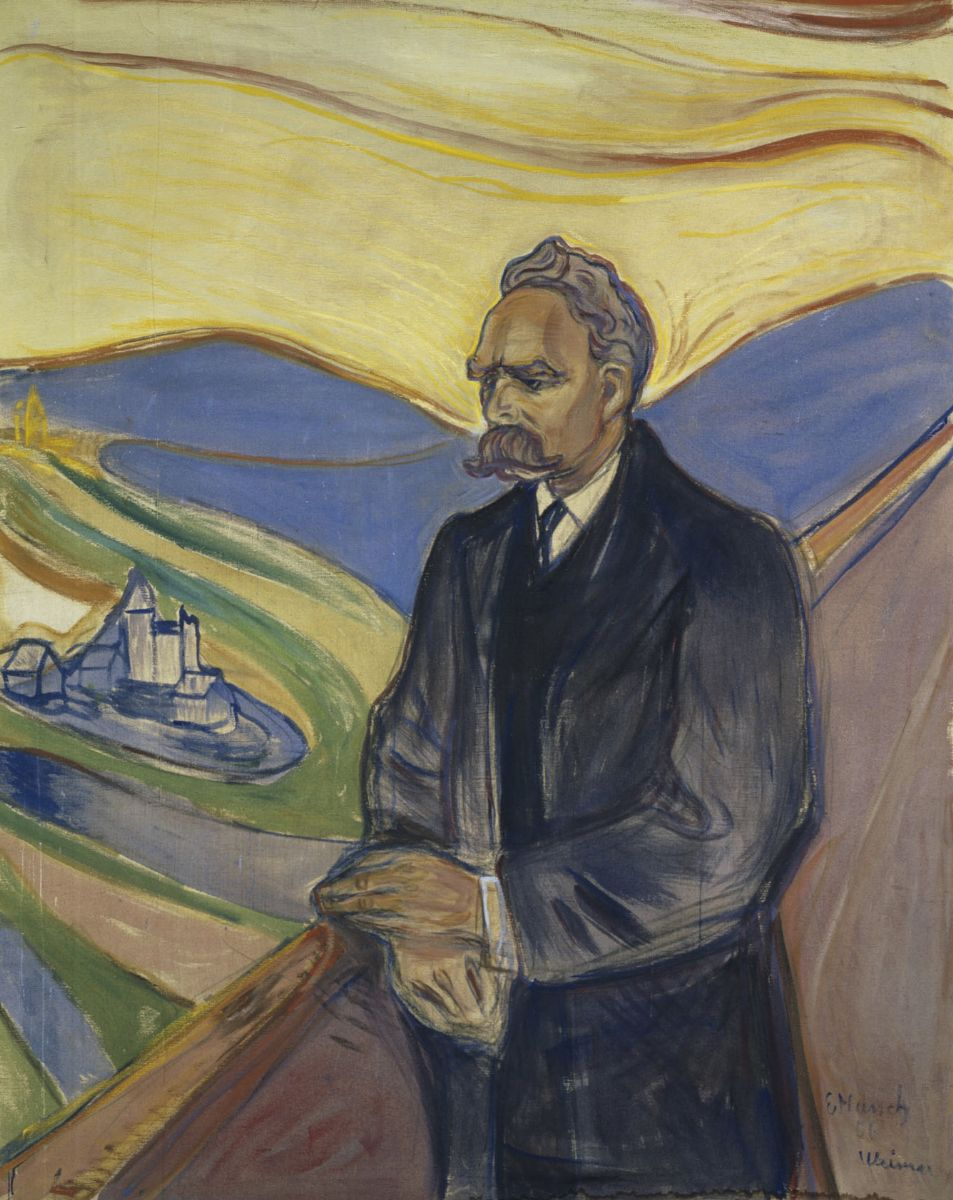
Friederich Nietzsche criticó la metafísica y la objetividad del conocimiento y la razón del pensamiento dominante filosófico occidental. Pintura de Edvard Munch.

La tradición moderna divide la metafísica en: metafísica general u ontología —ciencia del ente en tanto ente— y metafísica especial, que se divide en tres ramas:
- Filosofía de la naturaleza, también llamada cosmología racional o simplemente cosmología
- Filosofía del hombre, también llamada psicología metafísica, psicología filosófica, psicología racional, antropología metafísica o antropología filosófica
- Teología natural, también llamada teodicea o teología racional

Esta clasificación, que fue propuesta entre otros por Christian Wolff, ha sido posteriormente discutida, pero sigue siendo considerada canónica.
El idealismo trascendental de Kant significó un «giro copernicano» para la metafísica. Su posición frente a la metafísica es paradigmática; le atribuye ser un discurso de «palabras huecas» sin contenido real, la acusa de representar las «alucinaciones de un vidente», pero por otra parte recoge de ella la exigencia de universalidad. Kant se propuso fundamentar una metafísica «que se pueda presentar como ciencia». Para ello examinó primero la posibilidad misma de la metafísica. Para Kant las cuestiones últimas y las estructuras generales de la realidad están ligadas a la pregunta por el sujeto. A partir de este presupuesto dedujo que hay que estudiar y juzgar aquello que puede ser conocido por nosotros. A través de su criticismo se diferenció explícitamente de las posiciones filosóficas que tienen como objeto la pregunta sobre qué es el conocimiento. Se alejó así de las tendencias filosóficas imperantes, tales como el empirismo, el racionalismo y el escepticismo. También, a través del criticismo, marcó distancia del dogmatismo de la metafísica que —según Kant— se había convertido en una serie de afirmaciones sobre temas que van más allá de la experiencia humana. Intentó entonces llevar a cabo un análisis detallado de la facultad humana de conocer, es decir, un examen crítico de la razón pura, de la razón desvinculada de lo sensible (Crítica de la razón pura, 1781-1787). Para ello es decisivo el presupuesto epistemológico de Kant de que al ser humano la realidad no se le presenta tal como es realmente (en sí), sino tal como se le aparece debido a la estructura específica de su facultad de conocimiento. Como el conocimiento científico también depende siempre de la experiencia, el hombre no puede emitir juicios sobre cosas que no están dadas por las sensaciones (tales como «Dios», «alma», «universo», «todo», etc.) Por ello Kant dedujo que la metafísica tradicional no es posible, porque el ser humano no dispone de la facultad de formar un concepto basándose en la experiencia sensible de lo espiritual, que es la única que permitiría la verificación de las hipótesis metafísicas. Como el pensar no dispone de ningún conocimiento de la realidad en este aspecto, estos asuntos siempre permanecerán en el ámbito de lo especulativo-constructivo. Entonces, por principio, no es posible según Kant decidir racionalmente sobre preguntas centrales tales como si Dios existe, si la voluntad es libre o si el alma es inmortal. Las matemáticas y la física pueden formular juicios sintéticos a priori y, por ello, alcanzar un conocimiento universal y necesario, un conocimiento científico.
Del idealismo trascendental de Kant surge el idealismo alemán —representado sobre todo por Fichte, Schelling y Hegel— que considera a la realidad como un acontecimiento espiritual en el que el ser real es superado, siendo integrado en el ser ideal. El idealismo alemán recoge el giro trascendental de Kant, es decir que, en vez de entender la metafísica como la búsqueda de la obtención del conocimiento objetivo, se ocupa de las condiciones subjetivas de posibilidad de tal conocimiento. Así, se plantea hasta qué punto el ser humano puede llegar a reconocer estas evidencias. Sin embargo, rechaza que el conocimiento se limite a la experiencia posible y a los meros fenómenos, y propone una superación de esta posición, volviendo a postulados metafísicos que puedan reclamar validez universal: «conocimiento absoluto» como se decía desde Fichte hasta Hegel. Si aceptamos que los contenidos del conocimiento solo valen en relación con el sujeto —como suponía Kant— y consideramos que esta perspectiva es absoluta, es decir, es la perspectiva de un sujeto absoluto, entonces el conocimiento válido para este sujeto absoluto también tiene validez absoluta. A partir de este planteamiento el idealismo alemán considera que puede superar la contradicción empírica entre sujeto y objeto para poder captar lo absoluto.

### Gnoseología
En el siglo XVII, el inglés Francis Bacon escribe Advancement of knowledge y Novum organum, donde reclama el apoyo de la monarquía para impulsar el conocimiento de tipo empírico. La tradición empirista encontraría a sus principales defensores en John Locke, David Hume y George Berkeley. Locke se ocupó de estas cuestiones en su obra Ensayo sobre el entendimiento humano; Berkeley sigue parcialmente a Locke en su Tratado sobre los principios del conocimiento humano, de 1710; y Hume, hizo lo propio en la primera parte de su Tratado de la naturaleza humana y en su Investigación sobre el entendimiento humano.
Por otro lado, el francés René Descartes publica en 1637 el Discurso del método y en 1641 las Meditaciones metafísicas, obras en gran parte dedicadas a plantear y resolver los problemas fundamentales de la teoría del conocimiento. Descartes introduce la duda metódica como método racional para obtener conocimiento seguro, y dio inicio a la tradición racionalista, que será continuada por Spinoza y Leibniz, entre otros.

### Lógica
En el siglo XVII, la lógica adquiere un nuevo enfoque en las interpretaciones racionalistas de Port Royal (Antoine Arnauld, Pierre Nicole) pero tampoco supusieron un cambio radical en el concepto de la lógica como ciencia.
Los filósofos racionalistas, al situar el origen de la reflexión filosófica en la conciencia, aportaron, a través del desarrollo del análisis como método científico del pensar, los temas que van a marcar el desarrollo de la lógica formal. Son de especial importancia la idea de Descartes de una Mathesis Universalis y de Leibniz que, con su Characteristica universalis supone la posibilidad de un lenguaje universal, especificado con precisión matemática sobre la base de que la sintaxis de las palabras debería estar en correspondencia con las entidades designadas como individuos o elementos metafísicos, lo que haría posible un cálculo o computación mediante algoritmo en el descubrimiento de la verdad. Aparecen los primeros intentos y realizaciones de máquinas de cálculo (Pascal y Leibniz) y aunque su desarrollo no fue eficaz, sin embargo la idea de una Mathesis Universalis o Characteristica universalis es el antecedente inmediato del desarrollo de la lógica simbólica a partir del siglo XX. Leibniz y Descartes seguían muy de cerca la escuela jesuita, sobre todo a Francisco Suárez, quienes a su vez utilizaban la Lógica Mexicana, de Fray Antonio de Rubio, filósofo mexicano (Novohispano). Además se considera que las lógicas modernizantes nunca lograron la precisión de estos estudios. Sander Pierce, Gottlob Frege, Saussure y Wittgenstein siguieron criterios neoescolásticos para formular sus teorías lógicas, más acabadas.
En el siglo XVIII, Kant consideraba que la lógica por ser una ciencia a priori había encontrado su pleno desarrollo prácticamente con la lógica aristotélica, por lo que apenas había sido modificada desde entonces. Pero hace un uso nuevo de la palabra «lógica» como lógica trascendental, en el sentido de investigar los conceptos puros del entendimiento o categorías trascendentales.

### Ética
Los filósofos éticos modernos trabajan con la mirada puesta, sobre todo, en el mundo antiguo (estoicos, epicúreos, Platón, Aristóteles), si bien con algunos elementos heredados de la Escolástica medieval. Descartes tiene algunos elementos de ética en su famoso Discurso del método. Dentro del racionalismo, es Baruch Spinoza quien elaboró de modo más amplio y sistemático una propuesta ética. En el ámbito del empirismo, David Hume trabajó en diversos momentos para comprender los motivos profundos de las acciones humanas.

### Filosofía política
Durante el periodo de la Ilustración, nuevas teorías sobre lo que es el ser humano y sobre la definición de la realidad y la forma en que esta se percibe, junto con el descubrimiento de otras sociedades en las Américas y las cambiantes necesidades de las sociedades políticas (especialmente después de las revoluciones en Inglaterra, Francia, las colonias inglesas en Norteamérica y Haití) llevaron a nuevas preguntas e ideas de pensadores como Thomas Hobbes, John Locke, Montesquieu y Jean-Jacques Rousseau. Con sus obras más enblematicas "Leviatán", "Dos tratados sobre el gobierno civil", "El espiritu de las leyes" y "El contrato social" respectivamente.
Estos teóricos fueron impulsados por dos preguntas básicas:¿ Por qué derecho o necesidad las personas forman estados?  ¿Y cuál podría ser la mejor forma que debiera adoptar un Estado? Estas preguntas fundamentales implicaban una distinción conceptual entre los conceptos de "Estado" y "gobierno". Se decidió que "Estado" se referiría a un conjunto de instituciones duraderas a través de las cuales el poder sería distribuido y su uso se justificaría. El término "gobierno" se referiría a un grupo específico de personas que ocuparían las instituciones del Estado, y crearían las leyes y ordenanzas por las cuales las personas, incluidas ellas mismas, estarían obligadas. Esta distinción conceptual continúa operando en la ciencia política contemporánea, aunque algunos politólogos, filósofos, historiadores y antropólogos culturales han argumentado que la mayor parte de la acción política en cualquier sociedad ocurre fuera del Estado, y que hay sociedades que no están organizadas en Estados que igualmente deben ser tenidas en cuenta en términos políticos. Mientras no se introdujera el concepto de orden natural, las ciencias sociales no podrían evolucionar independientemente del pensamiento teísta. Desde la revolución cultural del siglo XVII en Inglaterra, que se extendió a Francia y al resto de Europa, la sociedad ha sido considerada sujeta a leyes naturales similares al mundo físico.
Las relaciones políticas y económicas fueron influenciadas drásticamente por estas teorías mientras que el concepto de gremio fue subordinado a la teoría del comercio libre, y el dominio católico de la teología fue cada vez más desafiado por las Iglesias protestantes subordinadas a cada Estado-nación, las que también predicaban en la lengua vulgar o nativa de cada región (lo que la Iglesia católica condenaba airadamente). Con todo, la Ilustración fue un ataque directo a la religión, particularmente al cristianismo. El crítico más franco de la iglesia en Francia fue Voltaire, una figura representativa de la Ilustración. Después de Voltaire, la religión nunca volvería a ser la misma en Francia.